# 兰萨尔
兰萨尔（法語：Rainsars）是法国北部-加来海峡大区诺尔省的一个市镇，属于埃尔普河畔阿韦讷区南埃尔普河畔阿韦讷县。该市镇2009年时的人口为182人。

## 人口
兰萨尔人口变化图示
| 数据来源：INSEE |